# Merendree
Merendree ((fr) Meerendré) est une section de la commune belge de Deinze située en Région flamande dans la province de Flandre-Orientale. C'était une commune à part entière avant la fusion des communes de 1977 quand elle devient une section de Nevele jusqu'à la fusion de cette dernière avec Deinze en 2019.

## Démographie

### Évolution démographique
- Sources : INS, Rem. : 1831 jusqu'en 1970 = recensements, 1976 = nombre d'habitants au 31 décembre[2].

## Personnalités
- Henri Kervyn (1809-1894), bourgmestre de Merendree de 1833 à 1842.